# Эрнандес, Джеймс
Джеймс Эрнандес (англ. James Hernandez; род. 15 октября 2001, Лондон, Великобритания) — британский фигурист, выступающий в танцах на льду в паре с Фибе Беккер. Они — двукратные серебряные призёры чемпионата Великобритании (2024, 2025), победители турнира серии «Челленджер» Golden Spin of Zagreb (2024). Беккер и Эрнандес - первая британская пара, которая выиграла медаль на юниорских этапах Гран-при.
По состоянию на 6 мая 2025 года танцевальная пара занимает 36-е место в рейтинге Международного союза конькобежцев (ИСУ).

## Биография
Джеймс родился 15 октября 2001 года в Лондоне. Он начал учиться кататься на коньках в 4 года, благодаря своей сестре, которая занималась фигурным катанием.

## Карьера

### Ранние годы
Джеймс встал в пару с Эмили Роуз Браун в преддверии сезона 2015–16. Вместе они выиграли золото чемпионата Великобритании после шести месяцев совместных тренировок.
В свои первые два международных юниорских сезона Браун/Эрнандес выиграли две серебряные медали на юниорском чемпионате Великобритании и трижды выступали на юниорском Гран-при, а также приняли участие в ряде небольших международных соревнований.
Перед началом сезона 2019-2020 Браун и Эрнандес начали тренироваться в Филадельфии с бывшими чемпионами Великобритании и бронзовыми призерами чемпионата Европы Пенни Кумс и Николас Бакленд. Заняв десятое и одиннадцатое места в своих двух юниорских Гран-при, они впервые стали чемпионами Великобритании среди юниоров. После участия в ряде других второстепенных юниорских международных соревнований им было поручено участвовать в чемпионате мира, где они стали тринадцатыми.
После начала пандемии COVID-19 Эмили Роуз Браун решила завершить карьеру.

### 2021/2022: первый сезон с Фибе Беккер
В январе 2021 года Эрнандес объявил о том, что встал в пару с Фибе Беккер. Они будут работать с его тренерами Кумс и Баклендом в Филадельфии.
Беккер / Эрнандес дебютировали на международном уровне в качестве команды на юниорском Гран-при в Словении в конце сентября, где заняли десятое место. На своем втором Гран-при в Польше британский дуэт стал восьмым.
В ноябре Беккер/Эрнандес впервые стали чемпионами Великобритании среди юниоров, опередив серебряных медалистов Бушелл / Лапски почти на 30 баллов. Беккер сказала о победе: «После такого относительно короткого времени, проведённого вместе, мы очень рады выиграть наш первый британский титул». Благодаря этой победе пара была включена в состав британской сборной на чемпионат мира в Таллине. Перед юниорским мировым первенством Фибе и Джеймс выступили на Egna Dance Trophy, где финишировали седьмыми. На соревнованиях в Таллинне британцы были десятыми в ритм-танце и одиннадцатыми в произвольном танце, что принесло им итоговое десятое место.

### 2022/2023
На своем первом юниорском Гран-при в Чехии Беккер и Эрнандес стали серебряными призёрами, что сделало их первым юниорским британским дуэтом, который выиграл медаль на этапах Гран-при среди юниоров. На Гран-при в Польше фигуристы из Великобритании снова взяли серебряную медаль, что позволило им выйти в финал юниорского Гран-при, что сделало их первой британской командой, которая достигла этого. 

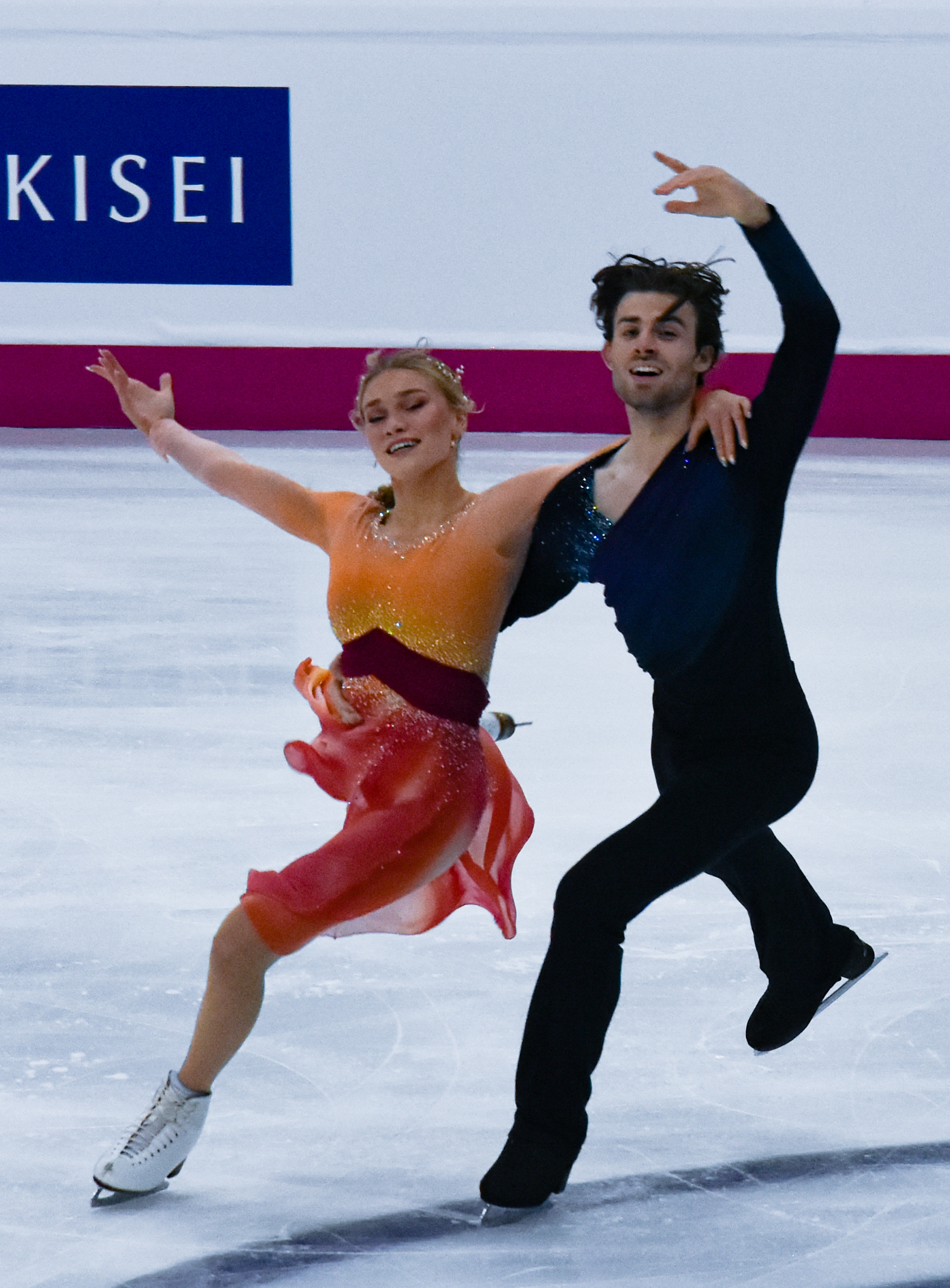
Фибе и Джеймс на финале Гран-при

Выступая в финале в Турине, они финишировали вторыми в ритм-танце. В произвольном танце их обогнали Ханна Лим и Йе Куан из Южной Кореи, а также чешский дуэт Мразкова / Мразек, став четвёртыми по итога турнира. За неделю до финала Фибе и Джеймс во второй раз стали чемпионами страны среди юниоров.
В новом году Беккер / Эрнандес завоевали бронзовую медаль на Bavarian Open. Их обошли Гримм / Савицкий из Германии и американцы Несёт / Маркелов. В начале марта пара отправилась на свой последний юниорский чемпионат мира в Калгари в качестве возможных претендентов на подиум и установили новый личный рекорд - 68,89 балла в ритм-танце, опередив на 0,89 балла канадскую пару Башинска / Бомон. Фибе и Джеймс завоевали малую бронзовую медаль в ритм-танце. В произвольном танце они установили ещё один новый личный рекорд, но финишировали четвёртыми, на 0,06 балла отстав от канадского дуэта, уступив бронзу из-за дидакшена за передержанную поддержку. Беккер сказала, что у них были «смешанные чувства и эмоции» по поводу результата.

### 2023/2024: переход на взрослый уровень
Фибе и Джеймс перешли на взрослый уровень. В межсезонье Джеймс перенес операцию на локте, что помешало паре работать над поддержками перед новым сезоном. Первым международным турниром для пары стал «Челленджер» Мемориал Ондрея Непелы, где они финишировали восьмыми.

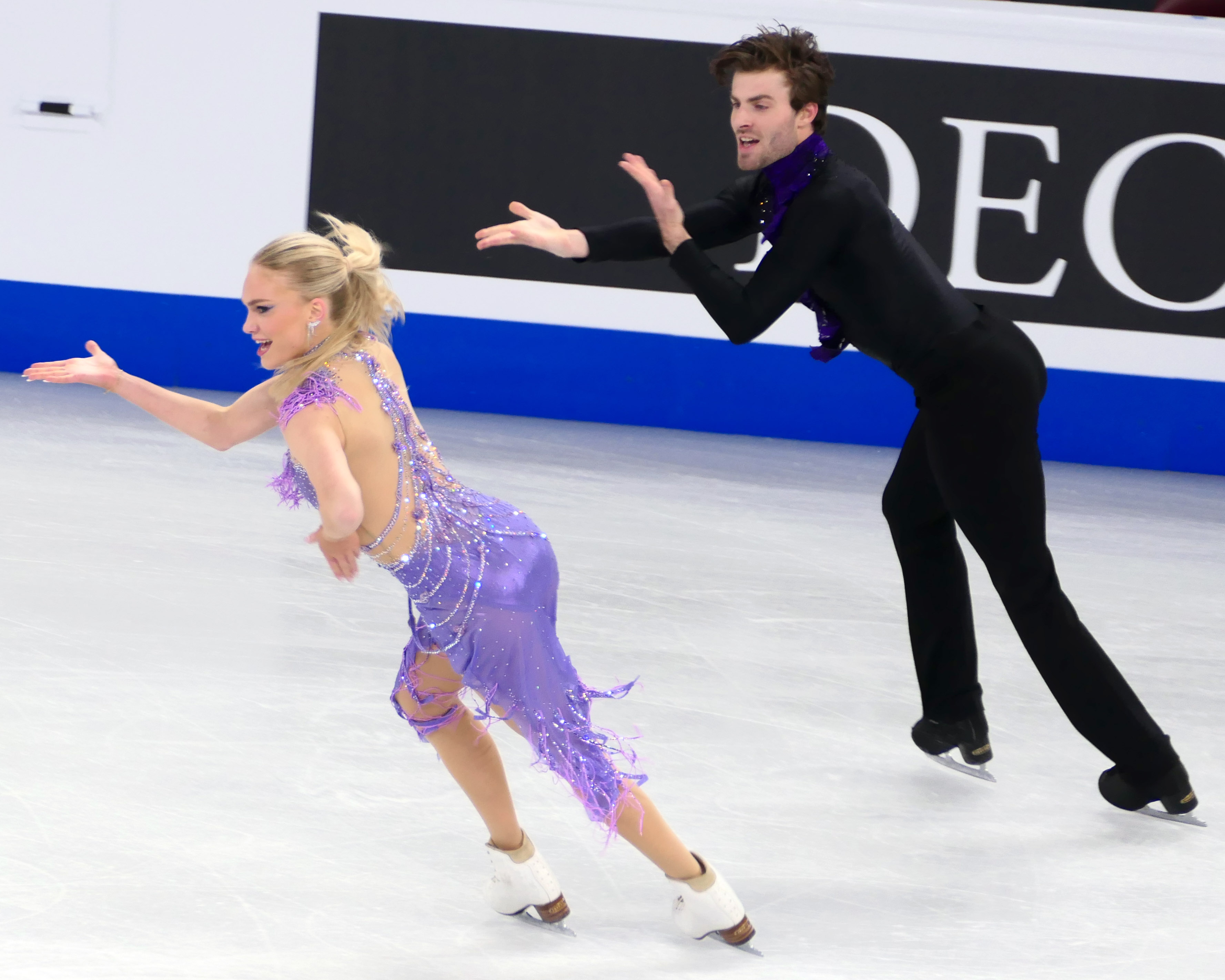
Чемпионат мира (2024)

Беккер / Эрнандес дебютировали на взрослом чемпионате Великобритании, выиграв серебряную медаль, уступив только Лайле Фир и Льюису Гибсону. В следующие выходные они участвовали на турнире Golden Spin в Загребе, заняв четвёртое место в общем зачёте и при этом набрав необходимый техминимум, для участия на чемпионате мира.
На чемпионате Европы в Каунасе Фибе и Джеймс финишировали семнадцатыми из-за двух больших ошибок на сериях твизлов. В конце сезона они дебютировали на чемпионате мира в Монреале. Британская пара финишировала двадцать первыми в ритм-танце, отстав на 0,53 балла от Комацубары / Колето, которые заняли последнее квалификационное место в произвольном танце. Несмотря на это, Беккер и Эрнандес заявили, что это мероприятие было «очень ценной возможностью, и мы наслаждались каждой секундой!».

### 2024/2025: победа на «Челленджере», олимпийская квалификация
Новый международный сезон пара начала в октябре, выступив на двух «Челленджерах». Сначала они стали седьмыми на Мемориале Дениса Тена, а через две недели шестыми на турнире в Ницце. В начале ноября пара выиграла свой первый международный турнир на взрослом уровня, став победителями Pavel Roman Memorial. Затем Фибе и Джеймс во второй раз подряд стали серебряными призёрами чемпионата Великобритании.
В декабря британская пара сенсационно выиграла турнир серии «Челленджер», обойдя Диану Дэвис и Глеба Смолкина, обновив при этом все личные достижения. Для Беккер и Эрнандеса эта победа стала первой на турнирах данной категории. В конце января Фибе и Джеймс выступили на европейском первенстве в Таллине, где они в итоге стали тринадцатыми, улучшив прошлогодний результат на четыре позиции.
На чемпионате мира, который в конце марта прошёл в Бостоне, разыгрывались первые олимпийские путёвки. Фибе и Джеймс в ритм-танце продемонстрировали чистое катание и набрали 70.98 балла, что позволило им впервые в карьере пройти в произвольный танец, что практически обеспечило сборной Великобритании два места на Олимпиаде в танцах на льду. На следующий день британский дуэт вновь выступил уверенно, что позволило им занять итоговое семнадцатое место. Этот результат и третье место их коллег по сборной Лайлы Фир и Льюиса Гибсона обеспечили британской сборной две квоты на зимние Олимпийские игры, которые через год пройдут в Милане.

## Программы
(с Ф.Беккер)
| Сезон     | Ритм-танец | Произвольный танец | Показательные выступления |
| --------- | --- | --- | ------------------------- |
| 2024/2025 | - Get Back - Twist and Shout - Sgt. Pepper's Lonely Hearts Club Band The Beatles хореография Пенни Кумс, Николас Бакленд, Челли Фиг                          | - Джеймс Бонд - The Name's Bond... James Bond (из Казино «Рояль») Дэвид Арнольд и Николас Додд - No Time to Die Билли Айлиш и Финнеас О’Коннелл - Final Ascent (из Не время умирать) Ханс Циммер хореография Пенни Кумс, Николас Бакленд, Челли Фиг |                           |
| 2023/2024 | - 1999 - Purple Rain - Let’s Go Crazy Принс хореография Пенни Кумс, Николас Бакленд, Челли Фиг                                                               | - Ruled by Secrecy - I Belong to You Muse хореография Пенни Кумс, Николас Бакленд, Челли Фиг |                           |
| 2022/2023 | - Фламенко: The Duel - Танго: Tango de Besame - Фламенко: Concerto de España Рони Бенисе хореография Пенни Кумс, Николас Бакленд, Челли Фиг                  | - Времена Года Антонио Вивальди в переработке Макса Рихтера и Дэниэля Хоупа хореография Пенни Кумс, Николас Бакленд, Челли Фиг | - Молись Сэм Смит         |
| 2021/2022 | - Блюз: Heartbreak Hotel - Джайв: Jailhouse Rock - Уличный танец: A Little Less Conversation Элвис Пресли хореография Пенни Кумс, Николас Бакленд, Челли Фиг | - In the Mood Гленн Миллер, OH1 - I Will Talk and Hollywood Will Listen в исполнении Робби Уильямса хореография Пенни Кумс, Николас Бакленд, Челли Фиг                                                                                              |                           |

## Спортивные достижения
(с Фибе Беккер)

CS: Challenger Series
| Соревнования                          | 21/22         | 22/23         | 23/24         | 24/25         |
| Международные                         | Международные | Международные | Международные | Международные |
| ------------------------------------- | ------------- | ------------- | ------------- | ------------- |
| Чемпионат мира                        |               |               | 21            | 17            |
| Чемпионат Европы                      |               |               | 17            | 13            |
| CS Golden Spin                        |               |               | 4             | 1             |
| CS Мемориал Ондрея Непелы             |               |               | 8             |               |
| CS Мемориал Дениса Тена               |               |               |               | 7             |
| CS Trophée Métropole Nice Côte d'Azur |               |               |               | 6             |
| Pavel Roman Memorial                  |               |               |               | 1             |
| Swiss Open                            |               |               | 2             |               |
| Международные среди юниоров           |               |               |               |               |
| Чемпионат мира                        | 10            | 4             |               |               |
| Финал Гран-при                        |               | 4             |               |               |
| Гран-при Чехии                        |               | 2             |               |               |
| Гран-при Польши                       | 8             | 2             |               |               |
| Гран-при Словении                     | 10            |               |               |               |
| Bavarian Open                         |               | 3             |               |               |
| Britannia Cup                         |               | 1             |               |               |
| Egna Dance Trophy                     | 7             |               |               |               |
| Национальные                          |               |               |               |               |
| Чемпионат Великобритании              |               |               | 2             | 2             |
| ЧВ среди юниоров                      | 1             | 1             |               |               |

## Детальные результаты

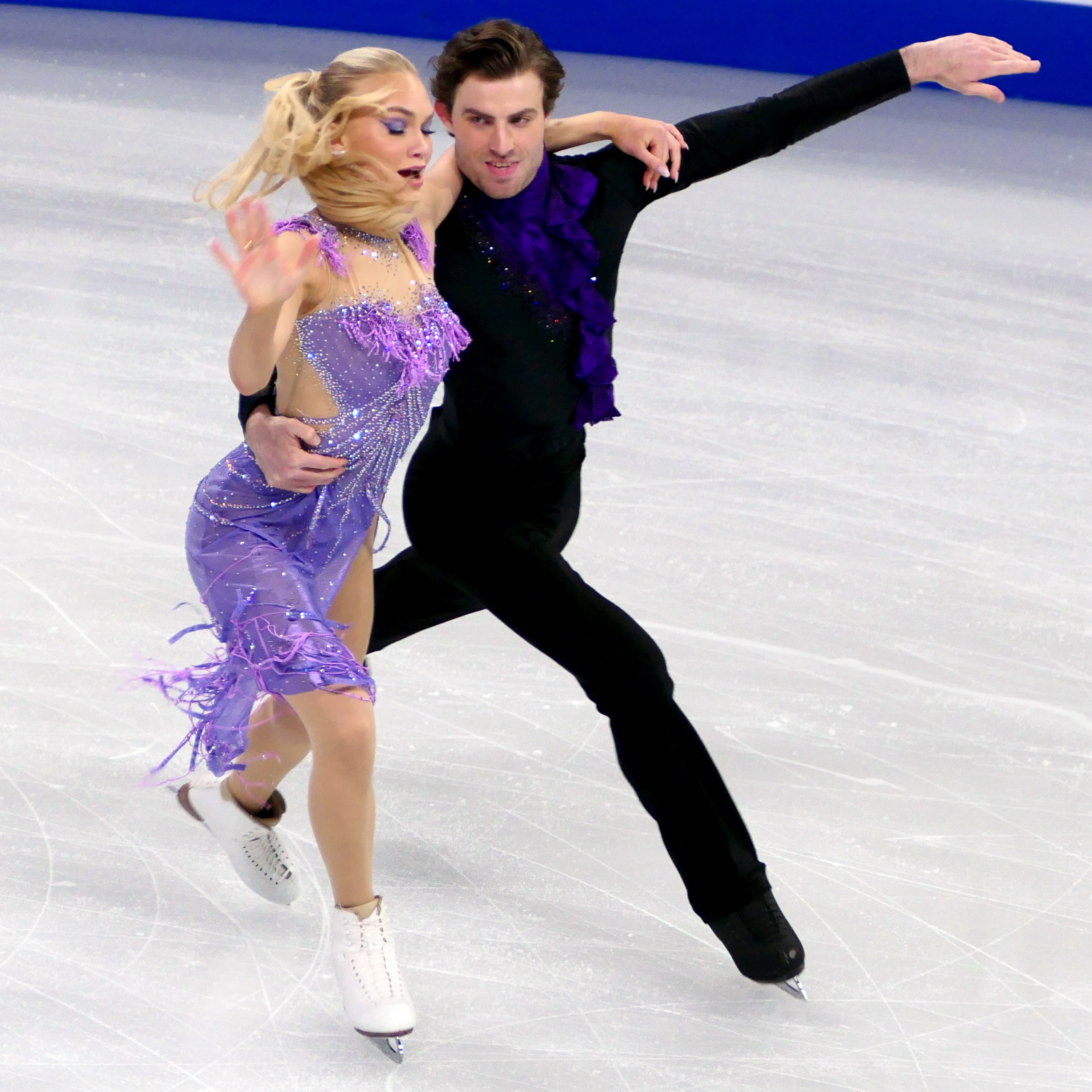
Фибе и Джеймс на чемпионате мира (2024)

### С Фибе Беккер
На чемпионатах ИСУ награждают малыми медалями отдельно за ритмический (ранее — короткий) и произвольный танцы.

#### Взрослый уровень
| 2024/2025 сезон            | 2024/2025 сезон                         | 2024/2025 сезон | 2024/2025 сезон | 2024/2025 сезон |
| Дата                       | Событие                                 | РТ              | ПТ              | Общее           |
| -------------------------- | --------------------------------------- | --------------- | --------------- | --------------- |
| 26–30 марта 2025           | Чемпионат мира 2025                     | 17 70,98        | 16 107,37       | 17 178,35       |
| 28 января – 2 февраля 2025 | Чемпионат Европы 2025                   | 13 68,13        | 13 107,89       | 13 176,02       |
| 4–7 декабря 2024           | Golden Spin of Zagreb 2024              | 1 72,36         | 1 109,72        | 1 181,80        |
| 27 ноября — 1 декабря 2024 | Чемпионат Великобритании 2024           | 2 81,39         | 2 119,43        | 2 200,82        |
| 9–10 ноября 2024           | Pavel Roman Memorial 2024               | 1 69,94         | 1 110,31        | 1 180,31        |
| 16–20 октября 2024         | Trophée Métropole Nice Côte d'Azur 2024 | 6 67,77         | 6 101,85        | 6 169,62        |
| 3–6 Октября 2024           | Мемориал Дениса Тена 2024               | 8 64,07         | 7 102,88        | 7 166,95        |
| 2023/2024 сезон            |                                         |                 |                 |                 |
| Дата                       | Событие                                 | РТ              | ПТ              | Общее           |
| 18–24 марта 2024           | Чемпионат мира 2024                     | 21 66,39        |                 |                 |
| 10–14 января 2024          | Чемпионат Европы 2024                   | 19 61,19        | 17 93,56        | 17 154,75       |
| 6–9 декабря 2023           | Golden Spin of Zagreb 2023              | 4 66,78         | 4 102,96        | 4 169,74        |
| 30 ноября — 3 декабря 2023 | Чемпионат Великобритании 2023           | 2 74,80         | 2 115,97        | 2 190,77        |
| 26–29 октября 2023         | Swiss Ice Skating Open 2023             | 2 69,63         | 2 107,43        | 2 177,06        |
| 28–30 сентября 2023        | Мемориал Ондрея Непелы 2023             | 8 63,90         | 7 98,32         | 8 162,22        |

#### Юниорский уровень
| 2022/2023 сезон              | 2022/2023 сезон                   | 2022/2023 сезон | 2022/2023 сезон | 2022/2023 сезон |
| Дата                         | Событие                           | РТ              | ПТ              | Общее           |
| ---------------------------- | --------------------------------- | --------------- | --------------- | --------------- |
| 27 февраля — 5 марта 2023    | Чемпионат мира среди юниоров 2023 | 3 68,89         | 4 100,18        | 4 169,07        |
| 31 января — 5 февраля 2023   | Bavarian Open 2023                | 2 66,32         | 3 93,98         | 3 160,30        |
| 8–11 декабря 2022            | Финал Гран-при 2022               | 2 64,58         | 4 92,39         | 4 156,97        |
| 1–4 декабря 2022             | Чемпионат Великобритании 2023     | 1 65,40         | 1 96,15         | 1 161,55        |
| 28 сентября — 1 октября 2022 | Гран-при Польши                   | 3 64,17         | 2 94,68         | 2 158,85        |
| 31 августа — 3 сентября 2022 | Гран-при Чехии                    | 2 65,19         | 2 94,36         | 2 159,55        |
| 26–28 августа 2022           | Britannia Cup 2022                | 1 55,09         | 1 86,37         | 1 141,46        |
| 2021/2022 сезон              |                                   |                 |                 |                 |
| Дата                         | Событие                           | РТ              | ПТ              | Общее           |
| 13–17 апреля 2022            | Чемпионат мира среди юниоров 2022 | 10 56,63        | 11 81,53        | 10 138,16       |
| 4–16 февраля 2022            | Egna Trophy 2022                  | 4 61,56         | 8 82,78         | 7 144,34        |
| 30 ноября — 5 декабря 2021   | Чемпионат Великобритании 2022     | 1 60,51         | 1 87,52         | 1 148,03        |
| 29 сентября — 2 октября 2021 | Гран-при Польши                   | 8 50,84         | 7 80,57         | 8 131,41        |
| 28–31 августа 2021           | Гран-при Словении                 | 10 50,24        | 10 78,23        | 10 128,47       |